# Bucculatrix ivella
Bucculatrix ivella (tên tiếng Anh: Groundsel Leaf-perforator Moth hoặc Groundsel Leaf-mining Moth) là một loài bướm đêm thuộc họ Bucculatricidae. Nó là loài bản địa của Bắc Mỹ, nhưng đã được đưa vào Queensland.
Ấu trùng ăn Baccharis halimifolia và Baccharis neglecta.